# PGC 1934
LEDA/PGC 1934, auch UGC 315, ist eine Balken-Spiralgalaxie vom Hubble-Typ SBb im Sternbild Fische auf der Ekliptik. Sie ist schätzungsweise 959 Millionen Lichtjahre von der Milchstraße entfernt und hat eine Ausdehnung von etwa 295.000 Lichtjahren. Vom Sonnensystem aus entfernt sich das Objekt mit einer errechneten Radialgeschwindigkeit von näherungsweise 21.300 Kilometern pro Sekunde.
Die Galaxie gilt als Mitglied der Hickson Compact Group HCG 2 um PGC 1921, ist dafür jedoch viel zu weit entfernt. 